# Гэмбл, Кларенс
Кларенс Оливер Гамбл (англ. Clarence Oliver Gamble; 16 августа 1881, Сент-Луис, Миссури — 13 июня 1952, Сент-Луис, Миссури) — американский теннисист, бронзовый призёр летних Олимпийских игр 1904.
На Играх 1904 в Сент-Луисе Гамбл участвовал только в парном разряде. Вместе с Артуром Уиром они дошли до полуфинала и получили бронзовые медали.